# YY Весов
YY Весов (лат. YY Librae) — одиночная переменная звезда в созвездии Весов на расстоянии (вычисленном из значения параллакса) приблизительно 96211 световых лет (около 29499 парсеков) от Солнца. Видимая звёздная величина звезды — от более +12m до +9m.

## Характеристики
YY Весов — красная пульсирующая переменная звезда, мирида (M) спектрального класса Me.